# Sebkhet el Hamiet
Sebkhet el Hamiet är en saltöken i Algeriet.   Den ligger i provinsen Sétif, i den norra delen av landet, 250 km öster om huvudstaden Alger.